# Embelia rigida
Embelia rigida är en viveväxtart som beskrevs av Carl Christian Mez. Embelia rigida ingår i släktet Embelia och familjen viveväxter. Inga underarter finns listade i Catalogue of Life.